# Miguel Calero
Miguel Calero, né le 14 avril 1971 à Ginebra (Colombie) et mort le 4 décembre 2012 à Mexico, est un footballeur colombien, qui évolue au poste de gardien de but et termine sa carrière au CF Pachuca en octobre 2011. Au cours de sa carrière, il évolue au Sporting de Baranquilla, au Deportivo Cali et à l'Atlético Nacional ainsi qu'en équipe de Colombie.
Calero compte cinquante sélections avec l'équipe de Colombie entre 1995 et 2009. Il participe à la coupe du monde de football en 1998 et à la Copa América en 1991, 1995, 1997, 2001 et 2007 avec la Colombie.

## Biographie
Il meurt le 4 décembre 2012 d'une thrombose au cerveau.

## Carrière
- 1987-1992 : Sporting de Baranquilla
- 1992-1997 : Deportivo Cali
- 1998-2000 : Atlético Nacional
- 2000-2011 : CF Pachuca [3],[4]

## Palmarès

### En équipe nationale
- 51 sélections et 0 but avec l'équipe de Colombie entre 1995 et 2009[5].
- Vainqueur de la Copa América 2001.
- Troisième de la Copa América 1995.

### Avec le Deportivo Cali
- Vainqueur du Championnat de Colombie de football en 1996.

### Avec l'Atlético Nacional
- Vainqueur de la Copa Merconorte en 1998.
- Vainqueur du Championnat de Colombie de football en 1999.

### Avec Pachuca
- Vainqueur de la Ligue des champions de la CONCACAF en 2002, 2007, 2008 et 2010.
- Vainqueur de la Copa Sudamericana en 2006.
- Vainqueur du Championnat du Mexique de football en 2001 (Tournoi d'hiver), 2003 (Tournoi d'ouverture), 2006 (Tournoi de clôture) et 2007 (Tournoi de clôture).
- Vainqueur de la SuperLiga en 2007.